# Bacillus brevis
Il Bacillus brevis è un bacillo gram+ aerobico sporigeno che si riscontra usualmente nel terreno, nell'aria e nell'acqua.
Nell'uomo è raramente associato ad infezioni.
Nel 1939 il batteriologo statunitense René Dubos riuscì isolare da ceppi di Bacillus brevis l'antibiotico chiamato tirotricina.